# Pasquale Morganti
Pasquale Morganti (Lesmo, 3 dicembre 1852 – Ravenna, 18 dicembre 1921) è stato un arcivescovo cattolico e politico italiano.

## Biografia

### I primi anni
Nacque a Lesmo, oggi in provincia di Monza e della Brianza ed arcidiocesi di Milano, il 3 dicembre 1852 in una famiglia di origini modeste, composta dal padre Giovanni Battista, dalla madre Carola Beretta e da 12 figli in tutto, rimasti ben presto orfani del genitore; il fratello maggiore, Luigi, divenuto maestro elementare, aiutò la madre e si fece carico del mantenimento degli altri familiari. Altri due fratelli oltre a lui divennero sacerdoti, e una sorella si fece suora.

### Formazione e ministero sacerdotale

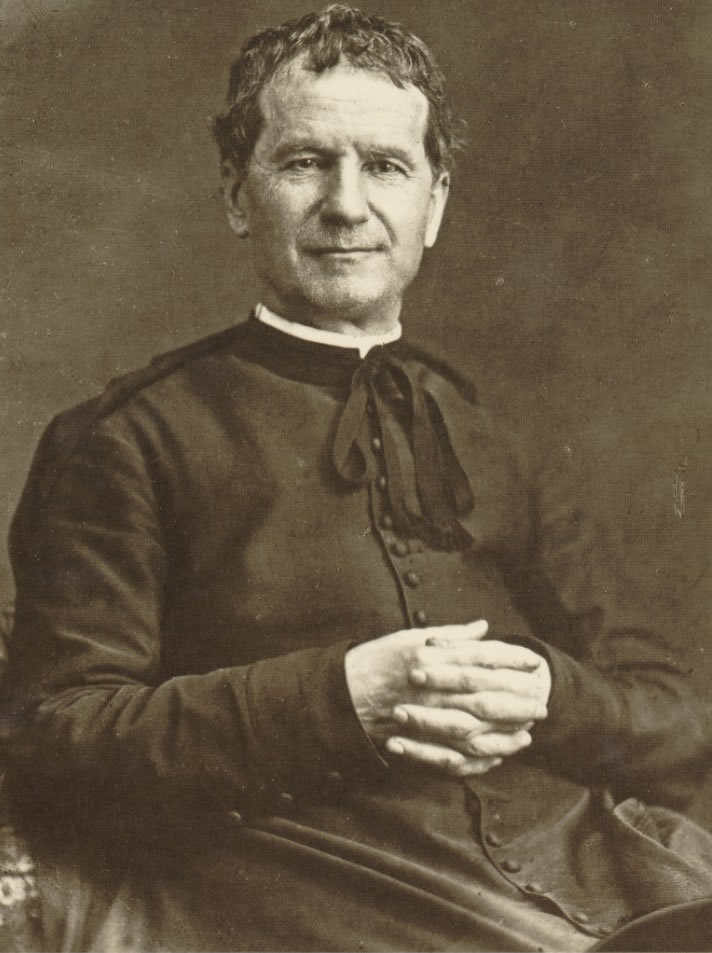
Don Bosco fu direttore spirituale di Pasquale Morganti durante il suo periodo di studi a Valdocco.

Ancora giovanissimo, entrò nel seminario minore di Monza e poi in quello teologico di Milano, dove divenne amico del più giovane Achille Ratti, futuro papa Pio XI. Con la mediazione di don Luigi Zappa, coadiutore a Lesmo, ottenne di essere trasferito a Torino per compiere un periodo di studio al fianco dei salesiani a Valdocco dove conobbe ed ebbe per proprio direttore spirituale don Giovanni Bosco. All'oratorio di Valdocco coltivò l'idea di divenire salesiano, ma l'eccessivo costo dei propri studi in Piemonte lo indusse a tornare in Lombardia, mantenendo comunque per tutta la sua vita un profondo attaccamento alla dottrina ed alla spiritualità di don Bosco.
Il 23 giugno 1875 fu ordinato presbitero dall'arcivescovo Luigi Nazari di Calabiana. Come primo incarico fu docente del seminario minore di San Pietro Martire, poi divenne direttore spirituale del Collegio arcivescovile di San Martino, annesso al seminario di San Pietro, frequentato dai fanciulli indirizzati al sacerdozio e divenendo particolarmente legato a Luigi Maria Olivares (futuro vescovo di Sutri e Nepi e venerabile della chiesa cattolica), col quale mantenne una notevole corrispondenza anche negli anni successivi. Nel 1876, decise di entrare nell'associazione sacerdotale degli oblati dei Santi Ambrogio e Carlo e si schierò nel contempo con gli esponenti del cattolicesimo intransigente dopo il Concilio Vaticano I.
Divenne in quegli anni tra i promotori della costruzione della prima chiesa salesiana di Milano (la basilica di Sant'Agostino) e poi della fondazione del periodico "Don Bosco". Dal 1882, l'arcivescovo di Milano gli affidò l'incarico di confessore del Collegio San Carlo nel capoluogo lombardo, formando spiritualmente personalità di spicco come Ludovico Necchi. Sempre al collegio milanese, si occupò attivamente di tenere conferenze di storia ecclesiastica che videro spesso la partecipazione dell'amico Ratti e del futuro arcivescovo di Siracusa, Luigi Bignami. Grazie al successo di quest'esperienza, dall'anno scolastico 1890-1891 ottenne la direzione spirituale del seminario maggiore di Milano su mandato dell'arcivescovo.

### Ministero episcopale
Il 9 giugno 1902 papa Leone XIII lo nominò vescovo di Bobbio; succedette a Giovanni Battista Porrati, deceduto il 24 febbraio precedente. Il 22 giugno seguente ricevette l'ordinazione episcopale dal cardinale Andrea Carlo Ferrari, coconsacranti i vescovi Francesco Ciceri ed Angelo Meraviglia Mantegazza.
A Bobbio il Morganti si dimostrò vescovo attivo per quanto il suo episcopato fu breve: nel luglio del 1903 fondò il periodico La Trebbia, avviò un comitato Pro scientia et fide per il dialogo tra scienza e fede organizzando conferenze periodiche e fondò l'Unione delle madri cristiane ed istituì i primi oratori femminili della sua diocesi. L'attenzione alla questione femminile, gli valse nel 1904 l'invito di Elena da Persico alla partecipazione ad una conferenza sul tema nella quale il Morganti si espresse a favore della partecipazione delle donne alla vita pubblica. Iniziò i restauri della cripta di San Colombano presso l'omonima abbazia.
Il 14 novembre 1904 fu nominato arcivescovo metropolita di Ravenna da papa Pio X; succedette a Guido Maria Conforti, dimessosi per motivi di salute. Prese possesso dell'arcidiocesi il 2 luglio 1905. Da subito intraprese una visita pastorale per sondare il territorio della sua arcidiocesi, promuovendo la fondazione di nuovi istituti religiosi maschili e femminili dei quali l'area era carente e promuovendo con altrettanto vigore la predicazione di Romolo Murri. Fu attento alla lotta contro la diffusione degli ideali anticlericali ed anarchici di stampo mazziniano e socialista. Nel 1907, in ossequio alla sua vicinanza spirituale ai salesiani, autorizzò l'apertura del primo istituto salesiano a Ravenna. Nell'ottobre del 1908 divenne amministratore apostolico della diocesi di Cervia, della quale dal 7 gennaio 1909 divenne vescovo ordinario; in questo modo le due sedi di Ravenna e Cervia vennero unite in persona episcopi. Nel 1910 si scagliò contro gli scontri sociali e le violenze scoppiate in seno alle lotte agrarie.

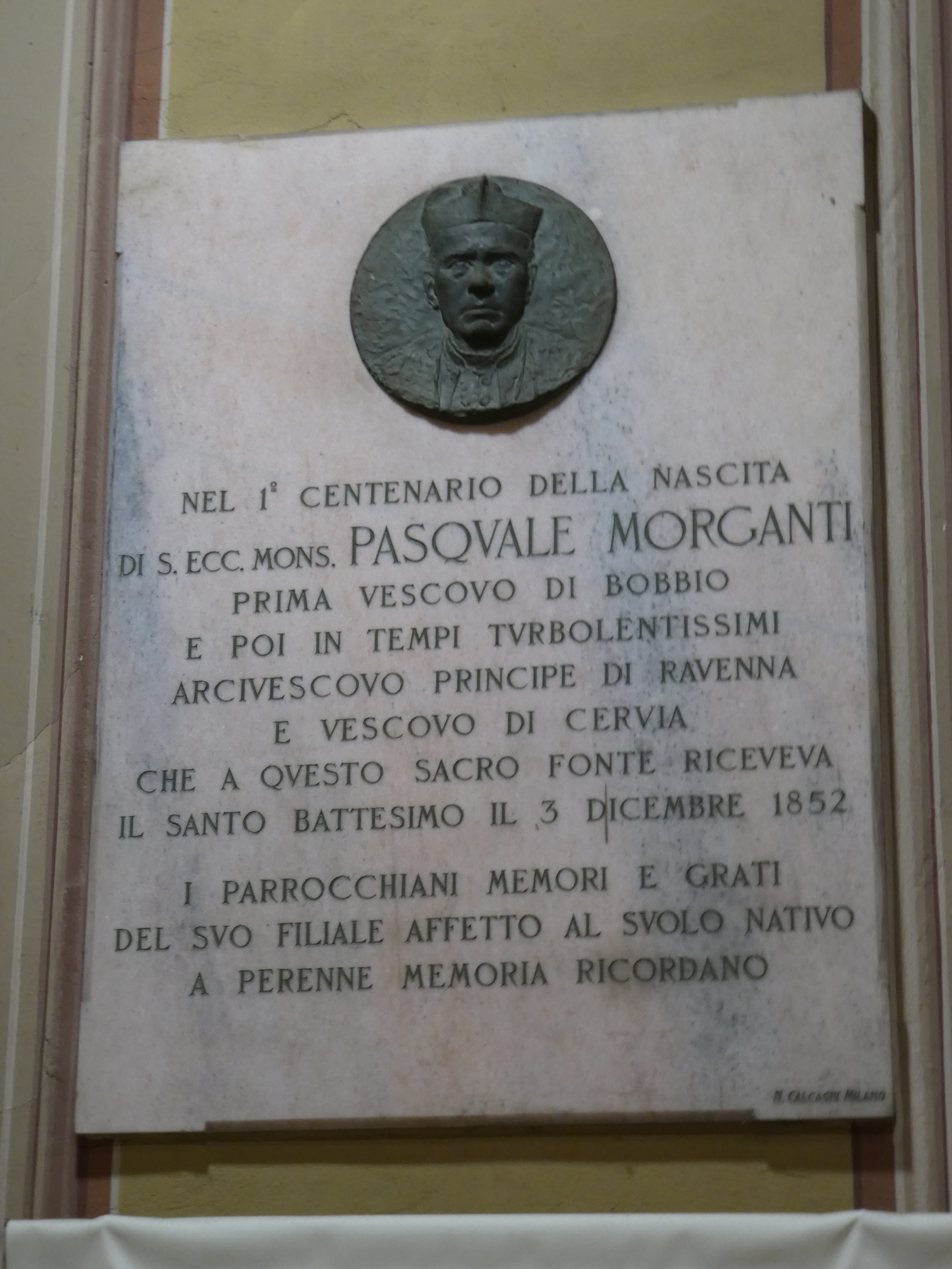
Targa a Pasquale Morganti nella chiesa di Santa Maria Assunta di Lesmo, nella quale venne battezzato

Nel settembre 1913 celebrò un sinodo a Ravenna, il primo dal 1790, preoccupandosi inoltre di dare notevole risalto alle celebrazioni per il VI centenario della morte di Dante Alighieri, incoraggiando l'opera di don Giovanni Mesini, suo promotore, ed ottenendo per questo gli elogi di papa Benedetto XV. Nuovamente si trovò di fronte a problematiche sociali e politiche quando, nel giugno del 1914, assistette alla cosiddetta "settimana rossa" caratterizzata da una serie di scontri tra la popolazione ed assalti alle chiese ai quali rispose con la necessità di ritrovare la concordia, condannando però quanto avvenuto ed invitando le comunità a settimane di riflessione e pentimento. Con l'entrata dell'Italia nella prima guerra mondiale, mostrò una grande attenzione sia verso i cappellani militari, sia verso i sacerdoti e seminaristi che affrontavano il cammino sacerdotale in quel difficile periodo. Quando la città venne bombardata dalla marina imperiale austriaca il 12 febbraio 1916 provocando la morte di 12 civili, protestò contro il governo austriaco tramite la nunziatura apostolica a Vienna.
Gravato sempre più dalla malattia e dall'incalzare degli anni, dai primi mesi del 1921 non fu più in grado di celebrare la messa. Si spense a Ravenna il 18 dicembre 1921 e venne sepolto nella cattedrale locale con una epigrafe di mons. Anacleto Bendazzi.

## Opere
In vita il Morganti stese una serie di opere improntate all'ascetismo e destinate al pubblico sacerdotale che ebbero fama o vennero pubblicate perlopiù dopo la sua morte. L'unica opera che pubblicò in vita e che ebbe un notevole successo fu indubbiamente il Sic orabitis, dato alle stampe a Ravenna nel 1915, una raccolta di preghiere che venne ben presto tradotta in tedesco ed in francese e raggiunse le tre edizioni in breve tempo, influenzando profondamente anche il ministero episcopale di mons. Luigi Maria Olivares. Tra le altre sue opere si ricordano:
- Manuale dei cooperatori salesiani (Milano 1905)
- Vos dixi amicos. Il sacerdote e il Sacro Cuore (Roma 1922)
- Maria Santissima ai suoi sacerdoti (Milano 1928)
- Scritti religiosi(a cura di mons. A. Cavagna, Torino 1936)
- La religiosa e san Giuseppe (Milano 1941)
- Novene mariane per i sacerdoti (Milano 1944)
- Preparazione e ringraziamento alla Santa Messa e alla Santa Comunione per i fedeli in unione a Maria Santissima (Milano 1944)
- Amministrazione del sacramento della penitenza (Torino 1944)
- La beneficenza. Dio e l'uomo (a cura di E. Brianza, Catania 1954)
- Il mese di maggio per i sacerdoti (Milano 1957)

## Genealogia episcopale
La genealogia episcopale è:
- Cardinale Scipione Rebiba
- Cardinale Giulio Antonio Santori
- Cardinale Girolamo Bernerio, O.P.
- Arcivescovo Galeazzo Sanvitale
- Cardinale Ludovico Ludovisi
- Cardinale Luigi Caetani
- Cardinale Ulderico Carpegna
- Cardinale Paluzzo Paluzzi Altieri degli Albertoni
- Papa Benedetto XIII
- Papa Benedetto XIV
- Papa Clemente XIII
- Cardinale Marcantonio Colonna
- Cardinale Giacinto Sigismondo Gerdil, B.
- Cardinale Giulio Maria della Somaglia
- Cardinale Carlo Odescalchi, S.I.
- Cardinale Costantino Patrizi Naro
- Cardinale Lucido Maria Parocchi
- Cardinale Andrea Carlo Ferrari
- Arcivescovo Pasquale Morganti, O.SS.C.A.